# Capraita circumdata
Capraita circumdata är en skalbaggsart som först beskrevs av Randall 1838.  Capraita circumdata ingår i släktet Capraita och familjen bladbaggar. Inga underarter finns listade i Catalogue of Life.